# Bertha Wegmann
Bertha Wegmann (n. 16 decembrie 1847, Soglio⁠(d), Bregaglia⁠(d), cantonul Graubünden, Elveția – d. 22 februarie 1926, Copenhaga, Danemarca) a fost o pictoriță daneză de origine germană.
Născută în Elveția, pe când avea 16 ani se mută cu familia la Copenhaga, unde tatăl ei avea să fie comerciant.
Acesta picta în timpul liber și transmite pasiunea fiicei sale, care încă din tinerețe dovedește înclinație pentru desen.

„Pictorița Jeanna Bauck” (1881), ulei pe pânză (106 × 85 cm), Nationalmuseum, Stockholm

La 19 ani, Bertha ia lecții de la artiști ca: Frederik Ferdinand Helsted, Heinrich Buntzen și Frederik Christian Lund.
Susținută de familie, doi ani mai târziu se mută la München, unde locuiește până în 1881.
Aici studiază cu pictorul de scene istorice Wilhelm von Lindenschmit cel Tânăr, apoi cu pictorul de compoziție Eduard Kurzbauer.
Nemulțumită de lucrul în studio, Bertha decide să studieze în natură.
Se împrietenește cu pictorița suedeză Jeanna Bauck, cu care întreprinde mai multe călătorii de studiu în Italia.
De altfel, unul din celebrele portrete ale Berthei Wegmann este cel dedicat prietenei sale, lucrare prin care depășește tiparele epocii în care artistul era predominant de gen masculin.
Cele două se mută la Paris în 1881, unde Bertha expune la câteva saloane și se bucură de aprecieri onorabile.
În 1882 se mută la Copenhaga, unde era deja cunoscută prin expozițiile pe care le deschisese încă din 1873 la Palatul Charlottenborg.
În anul următor, un portret al sorei sale este medaliat cu Medalia Thorvaldsen.
În 1892, Bertha Wegmann este una dintre primele femei care a fost premiată cu Medalia Ingenio et Arti.
La mulți ani după moartea sa, Jeanna Bauck pune bazele unei fundații cu numele Berthei Wegmann, pentru sprijinul femeilor artiste și cu posibilități financiare reduse.